# Sumgait (rijeka)
Džangičaj, Gordučaj, Guzdučaj, Kozulčaj ili Sumgait  (azerski: Cəngiçay, Qozluçay, Quzduçay, Sumqayıtçay, rus. Джангичай, Гордучай, Гуздучай, Козулчай, Сумгаит) je rijeka u Azerbajdžanu. Duga je 182 km. Površina porječja iznosi 1800 km2. Prosječni istjek 46 km od ušća iznosi 1.1 m3/s. Nastaje na Velikom Kavkazu spajanjem rijeka Kozlu i Čikilčaj. Ulijeva se u Kaspijsko jezero te se na ušću nalazi grad Sumgait. 
Miješanog je režima. Vodostaj je visok tijekom ožujka i travnja, dok je tijekom ljeta i jeseni nizak. U donjom toku posušuje te siječe Samur-apšeronski kanal. Koristi se za navodnjavanje.

## Vanjske poveznice
|  | Zajednički poslužitelj ima još gradiva o temi Sumgait (rijeka) |